# Deinopa delinquens
Deinopa delinquens là một loài bướm đêm trong họ Erebidae.